# Immortal Flame
Albums de Phenix
Wings of Fire Ignition
Immortal Flame est le 3e album studio du groupe Phenix, paru en 2008.

## Titres
1. Immortal Flame - 6 min 50 s
2. Mother - 5 min 16 s
3. BBP180800X (wiecej kurwy !) - 56 s
4. I8U - 3 min 52 s
5. The Prophecy - 4 min 21 s
6. Duty and Regrets - The Third Crusade, Chapter I - 2 min 58 s
7. Rising... - The Third Crusade, Chapter II - 5 min 01 s
8. ... And Falling - The Third Crusade, Chapter III - 4 min 03 s
9. Fading to Grey - The Third Crusade, Chapter IV - 4 min 54 s
10. End of the Road - 4 min 51 s
11. After the Rain - 4 min 00 s
12. Play my Game - 3 min 19 s
13. Any Time - 4 min 26 s
14. Burning Desire - 5 min 12 s
15. The Never-ending Journey - 8 min 40 s

Auteur : Bertrand Gramond (sauf 3 et 4). Compositeurs : Sébastien Trève (1, 2, 3, 4, 6, 7, 8, 9, 11, 12, 13 et 15) et Laurent Obermeyer (5, 10 et 14).

## Formation
- Eric Brézard-Oudot : batterie
- Bertrand Gramond : chant
- Laurent Obermeyer : guitares (2006-2012)
- Anthony Phelippeau : basse
- Sébastien Trève : guitares